# فيكتوريا هيرمان
فيكتوريا هيرمان هي عالمة جغرافية قطبية أمريكية ومتحدثة عن تغير المناخ وهي المدير الإداري لمعهد القطب الشمالي  ومستكشفة في ناشيونال جيوغرافيك، كما أنها أستاذة أبحاث مساعد في كلية والش للخدمة الخارجية بجامعة جورج تاون؛ حيث تركز أبحاثها على التعاون والسياسة في القطب الشمالي والتكيف مع تغير المناخ في الولايات المتحدة والأقاليم الأمريكية، هيرمان هي أيضًا سفيرة للجمعية الأمريكية لتقدم العلوم (AAAS) وتعمل على تمكين الفتيات والنساء في العلوم والتكنولوجيا والهندسة والرياضيات.
صنفت في قائمة فوربس 30 تحت 30  وقائمة الصندوق الوطني للحفاظ على التاريخ 40 تحت 40  وهي زعيمة شابة من أمريكا الشمالية من قبل أصدقاء أوروبا، بالإضافة إلى أنها واحدة من أكثر 100 شخص مؤثر في السياسة المناخية في جميع أنحاء العالم من قبل Apolitical، كجزء من "CAFE 100" الافتتاحي - صانعو التغيير الاستثنائيين الذين يتخذون إجراءات لمعالجة بعض المشكلات الأكثر إلحاحًا في أمريكا وحول العالم" بقلم المدعي العام الأمريكي السابق بريت بهارارا.

## الحياة والتعليم
ولدت هيرمان في باراموس، نيوجيرسي واهتمت مبكرًا بالقضايا البيئية، لقد نشأت على اليهودية واستشهدت بتجربة أجدادها كناجين من الهولوكوست كمصدر إلهام لأبحاثها ومناصرتها حول تأثيرات تغير المناخ على المجتمعات المحرومة. التحقت بمدرسة باراموس الثانوية وحصلت على البكالوريوس في العلاقات الدولية وتاريخ الفن في جامعة ليهاي في عام 2012، ثم حصلت بعد ذلك على زمالة لمدة عام واحد في صندوق كارنيجي للسلام الدولي في واشنطن العاصمة حيث عملت على النقل المستدام وسياسة المناخ في المدن. انتقلت هيرمان إلى كندا في عام 2013 بصفته أحد الحاصلين على منحة فولبرايت؛ حيث أكملت الماجستير في الشؤون الدولية في كلية نورمان باترسون للشؤون الدولية بجامعة كارلتون، حصلت على منحة جيتس كامبريدج لدراسات الدكتوراه في معهد سكوت بولار للأبحاث، ثم في عام 2017 حصلت هيرمان على جائزة بيل جيتس الأب لالتزامها بتحسين حياة الآخرين وفي عام 2019 حصلت على درجة الدكتوراه من جامعة كامبريدج. أمضت هيرمات 3 أشهر في السنة الأخيرة من الدكتوراه في أشهر الأكاديميات الوطنية للعلوم والهندسة والطب كزميلة في برنامج زمالة كريستين ميرزايان للعلوم والتكنولوجيا.

## سياسة القطب الشمالي وبحوث الهجرة
انضمت هيرمان إلى معهد القطب الشمالي في عام 2015 وفي عام 2016 أصبحت رئيسة للمنظمة ومديرًا إداريًا، توجه التخطيط الاستراتيجي لتحقيق مهمتها المتمثلة في توجيه السياسة من أجل منطقة قطبية شمالية عادلة ومستدامة وآمنة، تشرف هيرمان على تنفيذ الشراكات البحثية العالمية وتدير فريق في جميع أنحاء أمريكا الشمالية وأوروبا. صنفت مؤسسة القطب الشمالي باستمرار كأفضل 75 مركز أبحاث من قبل برنامج مراكز البحوث والمجتمعات المدنية في جامعة بنسلفانيا وتم إدراجها في قائمة المختصرين من قبل مجلة بروسبكت كأفضل مركز أبحاث أمريكي للطاقة والبيئة، كما أنها خبيرة معترف بها في سياسة القطب الشمالي وقد أدلت بشهادتها أمام لجنة الأمن الداخلي بمجلس النواب الأمريكي وأطلعت لجنة الشؤون الخارجية بمجلس النواب الأمريكي ولجنة الطاقة والموارد الطبيعية بمجلس الشيوخ الأمريكي على أمن القطب الشمالي وتغير المناخ. عملت بين 2017 و2018 كمحررة مراجعة ألاسكا للتقييم الوطني الرابع للمناخ وتعمل حاليًا كواحدة من مندوبين أمريكيين إلى مجموعة العمل الاجتماعية والإنسانية التابعة للجنة الدولية لعلوم القطب الشمالي. انضمت هيرمان إلى مجلس إدارة اتحاد أبحاث القطب الشمالي بالولايات المتحدة منذ عام 2019 وتعمل حاليًا كرئيسة مشاركة لمجلس إدارة شبكة شباب القطب الشمالي، تركز أبحاث هيرمان على الهجرة والنزوح والانتقال الناجم عن المناخ في القطب الشمالي وجنوب المحيط الهادئ والولايات المتحدة. عملت كباحثة رئيسية في الفترة 2016-2017 في مشروع "تآكل الحواف" الأمريكي وهو مشروع بحثي تموله ناشيونال جيوغرافيك، سافرت في جميع أنحاء البلاد لإجراء مقابلات مع 350 من القادة المحليين لتحديد ما هو مطلوب بشدة لحماية المجتمعات الساحلية من التأثيرات الحتمية لتغير المناخ، بالشراكة مع الصندوق الوطني للحفاظ على التراث التاريخي وبدعم من جائزة JMK للابتكار فقد قدمت مشروع متابعة لـ Eroding Edges المساعدة التقنية مباشرة إلى المدن الصغيرة والمتوسطة الحجم النائية جغرافيًا والمعرضة للخطر اجتماعيًا واقتصاديًا، إن مشروعها البحثي الحالي الممول من ناشيونال جيوغرافيك، الثقافة في الحركة: تغير المناخ والنزوح والانتقال في فيجي يبحث في عواقب العلاقة الناجمة عن المناخ على التراث الثقافي.
كانت الباحثة الرئيسية الأولى لشبكة تنسيق البحوث الهجرة في القطب الشمالي في وئام: شبكة متعددة التخصصات على الأنواع الساحلية والمستوطنات والثقافات على الانتقال بتمويل من مؤسسة العلوم الوطنية، قامت هيرمان بتطوير الشبكة الدولية التي تضم أكثر من 700 عضو لتسهيل الاتصالات المفتوحة وتعزيز التبادل بين التخصصات وبناء فرق تعاون جديدة من العلماء وأصحاب المصلحة والممارسين للتحقيق في الطرق التي تتقاطع فيها الدوافع وعواقب الهجرات الساحلية في القطب الشمالي وتتفاعل مع بعضها البعض وتحديد الآثار على المجتمع.

## التواصل بشأن تغير المناخ
تعمل هيرمان كمتحدثة علمي للجماهير العامة وكباحثة أكاديمية تدرس الاتصالات المتعلقة بتغير المناخ، كما أنها نشرت أكثر من 20 مقالة في مجلة مراجعة الأقران وفصول الكتب الأكاديمية، تركز أبحاثها على كيفية بناء الصور المستخدمة في وسائل الإعلام للقيم والهويات وأفكار القوة حول التشرد الناتج عن تغير المناخ،والمجتمعات الضعيفة وسياسة القطب الشمالي، جادلت هيرمان بأن المنح الدراسية المتعلقة بتغير المناخ يمكن ويجب أن توفر معلومات عن الإجراءات الملموسة وكيف يمكن للعمل أن يثري المنح الدراسية، من خلال مناقشة أبحاثها في الجامعات وشجعت الباحثين الآخرين على العثور على صوتهم العام وتقييم أهمية سرد القصص لتشجيع العمل في مجال تغير المناخ.
ألقت هيرمان أكثر من 50 محاضرة عامة، بما في ذلك كلمات رئيسية في الصندوق الوطني للحفاظ على الماضي للأمام ومؤسسة سميثسونيان وقمع المد: استراتيجيات عالمية للحفاظ على الثقافة من خلال تغير المناخ  ومؤسسة هيو أوبرايان للقيادة العالمية، يدافع هيرمان عن أن "تغير المناخ هو قصة عن فقدان الأشياء التي تجعلنا على ما نحن عليه" وأن "كل شخص لديه دور في حلول المناخ.
بصفتها مستكشفًا في ناشيونال جيوغرافيك فقد ألقت هيرمان العديد من المحاضرات العامة حول سياسة تغير المناخ وسرد القصص والعمل المجتمعي. تتضمن محادثاتها من مسرح ناشيونال جيوغرافيك عرضًا تقديميًا مستوحى من "اختر مغامرتك الخاصة" لـ CreativeMornings  وحلقة نقاش رئيسية في مهرجان المستكشفين؛ حيث ظهرت في محادثة مع أندرو ريفكين وإيما ماريس وليلاند ملفين وإيان ستيوارت لمناقشة كوكب في خطر، كما قدمت رحلات لأحداث ناشيونال جيوغرافيك مثل ناشيونال جيوغرافيك في الحرم الجامعي. إن هيرمان متحمسة لتمكين الشباب وقد عمل بشكل وثيق مع مؤسسة التعليم الجغرافي الوطني لزيادة الوعي بالمناخ وفرص العمل المحلي، ساعدت في إنتاج وظهرت في الدورة على الإنترنت "تدريس تغير المناخ العالمي في فصلك الدراسي"، كما قدمت قصص عن المناخ في جميع أنحاء أمريكا لبرنامج "المستكشفين" ويسرت إرشاد رواة القصص الشباب في معسكر صور ناشيونال جيوغرافيك للشباب في لويزيانا، كانت هيرمان مستكشفة بارزة في محطة تلفزيون ABC المملوكة لنا أمريكا في 2021: مناخ الأمل في شراكة مع ناشيونال جيوغرافيك الشركاء.
تكتب هيرمان الكثير من مقالات رأي حول تغير المناخ وسياسة القطب الشمالي لصحيفة الغارديان وساينتفيك أمريكان وسي إن إن، كما تظهر هيرمان في كثير من الأحيان كخبير في الأخبار بما في ذلك برنامج علم الجمعة (Science Friday)  في الإذاعة الوطنية العامة (NPR) وعلى (On Point) وكل الأشياء التي ينظر فيها وطبعة عطلة نهاية الأسبوع (Weekend Edition)  ABC News وبي بي سي، تم تعيين هيرمان كسفيرة للجمعية الأمريكية لتقدم العلوم (AAAS) في 2019، بالإضافة إلى أنها داعية لإبراز المرأة في أبحاث تغير المناخ والفتيات المنخرطات في العلوم والتكنولوجيا والهندسة والرياضيات، تم عرض هيرمان كنموذج يحتذى به للفتيات في STEM من قبل المتحف الوطني للأطفال في حملة المجلس الإعلاني يمكنها STEM.

## ومراجع مختارة

### مقالات المجلات
- 2020 هيرمان، في. "الاتصالات الاستراتيجية لمجلس القطب الشمالي: 20 عاما من التصوير القطبي." مجلة الاتصالات الاستراتيجية. https://doi.org/10.1007/s10767-020-09384-2
- 2020 مارشمان، بي، سايدر، إيه آر، ليلاني ماين، كيلي، هيرمان، في، بتلر، ديبرا. "التخطيط لإعادة التوطين استجابة لتغير المناخ: عمليات التكيف متعددة الأوجه." نظرية التخطيط والممارسة.
- 2020 راسبوتنيك،أ، جرونينينغ، ر.، وهيرمان،في. "حكاية ثلاث مدن: مفهوم المدن الذكية للقطب الشمالي." الجغرافيا القطبية. مقبول.
- 2019 هيرمان، في. "ولادة الاعتماد على مسار النفط: الروايات النفطية والتنمية في الشمال." المراجعة الأمريكية للدراسات الكندية، 49:2، 301-331، doi:10.1080/02722011.2019.1634309.
- 2019 هيرمان، في. "الأطلال الريفية في قصة تغير المناخ في أمريكا: التصوير الصحفي والإدراك والوكالة في شيشماريف، ألاسكا." حوليات الجمعية الأمريكية للجغرافيين، 109:3، 857-874، دوي:10.1080/24694452.2018.1525272.
- 2017 هيرمان، في. "الأمن الاجتماعي للسكان الأصليين في القطب الشمالي في مؤتمر الأطراف الحادي والعشرين: اختلاف الخطاب والأدوات الأمنية في مفاوضات المناخ." POLITIK، 20:3، 65-82، DOI: https://doi.org/10.7146/politik.v20i3.97174.
- 2017 هيرمان، في. "الثقافة تتحرك: نحو إطار شامل لاعتبارات التراث الثقافي في سياسات الهجرة والنزوح وإعادة التوطين المتعلقة بالمناخ." مراجعة أثرية من كامبريدج، 32 (2)، 182-196. دوى: https://doi.org/10.17863/CAM.23647.
- 2017 هيرمان، في. "أول لاجئي تغير المناخ في أمريكا: الإيذاء والتمكين في رواية القصص الصحفية." مجلة أبحاث الطاقة والعلوم الاجتماعية، 31، 205-214. دوى: https://doi.org/10.1016/j.erss.2017.05.033.
- 2016 هيرمان، في. "الاستثمار في المجتمع: وضع تصور لتصميم المدارس الشامل في القطب الشمالي الأمريكي." الجغرافيا القطبية، 39:4، 239-257، دوي:10.1080/1088937X.2016.1239280.
- 2016 ماكورستين، س. وهيرمان، ف. ""القطب الشمالي القديم": إشعارات قدامى المحاربين في بعثة فرانكلين في الصحافة البريطانية: 1876-1934." السجل القطبي، 39:4، 215-229، DOI: https://doi.org/10.1017/S0032247415000728.
- 2016 هيرمان، في. "الحرب الباردة للاحترار العالمي: الروايات البصرية المعاد تدويرها من قمة العالم." الجغرافيا القطبية، 38:4، 289-305، دوي:10.1080/1088937X.2015.1117532.
- 2015 هيرمان، في. "تغير المناخ، جماليات القطب الشمالي، ووكالة السكان الأصليين في عصر الأنثروبوسين." الكتاب السنوي للقانون القطبي، 7:1، 375-409، DOI: https://doi.org/10.1163/2211-6427_015.